# Postmaturité
 Mise en garde médicale
La postmaturité désigne la naissance d'un enfant postmature, ou post-mature, après le terme normal d'une grossesse, c'est-à-dire à partir de 42 semaines d'aménorrhée.

## Estimation théorique du terme d'une grossesse
On considère comme grossesse à terme toute grossesse de 37 à 41 semaines d'aménorrhée complètes (SA). Le terme théorique correspond à 41 semaines complètes, et on parle de terme dépassé à partir de 42 semaines. Ces chiffres n'ont de sens que pour une date du terme théorique déterminée à l'échographie, par mesure de la longueur crânio-caudale du fœtus, entre 11 et 13 semaines.  Les spécialistes de biométrie fœtale disposent de tables statistiques sur différentes mesures qui leur permettent de dire si les mesures paraissent cohérentes avec la date de conception supposée. Cependant, cette méthode ne permet de détecter que les différences grossières.
D'autre part la dispersion sur les durées de grossesse par rapport au terme théorique est élevée. Cette dispersion non symétrique est difficile à évaluer actuellement en raison de la fréquence des déclenchements, mais une valeur de 7 jours pour l'écart-type est une estimation acceptable. Ceci revient à dire que 95 % des femmes accoucheraient spontanément entre 39 et 43 semaines d'aménorrhée.

## Incidence
Selon l'estimation de sages-femmes qui pratiquent un suivi global et de certaines études sur le déclenchement, la postmaturité concernerait 1 % des accouchements.

## Étiologie
Les causes en sont inconnues, mais les facteurs de risque suivants ont été retrouvés:
- première grossesse (nulliparité) ;
- obésité ;
- antécédent de postmaturité ;
- Prédisposition génétique.

## Risques
Cette prolongation de la grossesse peut aboutir à une insuffisance placentaire qui peut mettre en danger la vie du futur enfant : le placenta ne livre plus la quantité nécessaire de nutriments et d'oxygène.
Cela peut entraîner la mort in utero du fœtus. Celle du nouveau-né est deux fois plus courante.

## Détection
La postmaturité est difficile à détecter mais les signes cliniques suivants peuvent être présents :
- la hauteur utérine et le périmètre ombilical ne progressent plus ;
- l'utérus semble se mouler autour du fœtus ;
- la quantité de liquide amniotique diminue — le fœtus ne flotte plus ;
- les mouvements fœtaux perdent de l'amplitude.

## Interventions possibles
Un déclenchement de l'accouchement voire une extraction du fœtus peuvent être décidés par le médecin s'il existe une menace vitale.
Les défenseurs d'une pratique obstétricale moins interventionniste suggèrent une surveillance attentive de l'apparition de ces signes cliniques — avant même que la souffrance fœtale ne devienne visible sur le rythme cardiaque — plutôt que la pratique très répandue qui consiste à déclencher systématiquement l'accouchement à 42 semaines d'aménorrhée.
La tendance des obstétriciens, toutefois, consiste à mettre en balance les risques (pour la mère et l'enfant) associés à un âge gestationnel particulier avec les risques d'un déclenchement de l'accouchement. Les recommandations de pratique clinique visent à indiquer des limites raisonnables en fonction de la littérature scientifique et du consensus des experts. Toutefois, la décision finale de traiter ou non appartient à la femme enceinte (cf l'article L 1111-4 du code de la santé publique en France).

## Aspect clinique
La peau du nouveau-né a un aspect inhabituel. Elle est fripée et dépourvue de vernix caseosa. De plus, les paumes de ses mains et les plantes de ses pieds pèlent.